# Каверау, Густав
Густав Каверау (нем. Gustav Kawerau; 25 февраля 1847, Болеславец, Польша — 1 декабря 1918, Берлин, Веймарская республика) — протестантский богослов.

## Биография
Родился 25 февраля 1847 года в Болеславеце, Польша. 
В 1886—1894 годах профессор богословия в Киле, в 1894—1907 годах в Бреслау, в 1904—1905 годах ректор местного университета. С 1907 года жил в Берлине.
Исследования Каверау относятся, главным образом, к эпохе Реформации. Его богословская точка зрения — умеренно-позитивная. 
Напечатал «Johann Agricola von Eisleben» (Берлин, 1881); «Kaspar Güttel, ein Lebensbild aus Luthers Freundeskreise» (Галле, 1882); «Ueber Berechtigung und Bedeutung des landesherrlichen Kirchenregiments» (Киль, 1887); «De digamia episcoporum, ein Beitrag zur Luther-Forschung» (Киль, 1889); «Luthers Lebensende in neuester ultrarmontaner Beleuchtung» (1—4 издания, 1890) и другое.
Помимо этого Каверау опубликовал «Briefwechsel des Justus Jonas» (Галле, 1884—1885) и обработал третью часть книгу Мёллера «Lehrbuch der Kirchengeschichte» («Reformation und Gegenreformation»; Фрайбург, 1894).
Умер 1 декабря 1918 года в Берлине, Германия.